# Chaïm Soutine

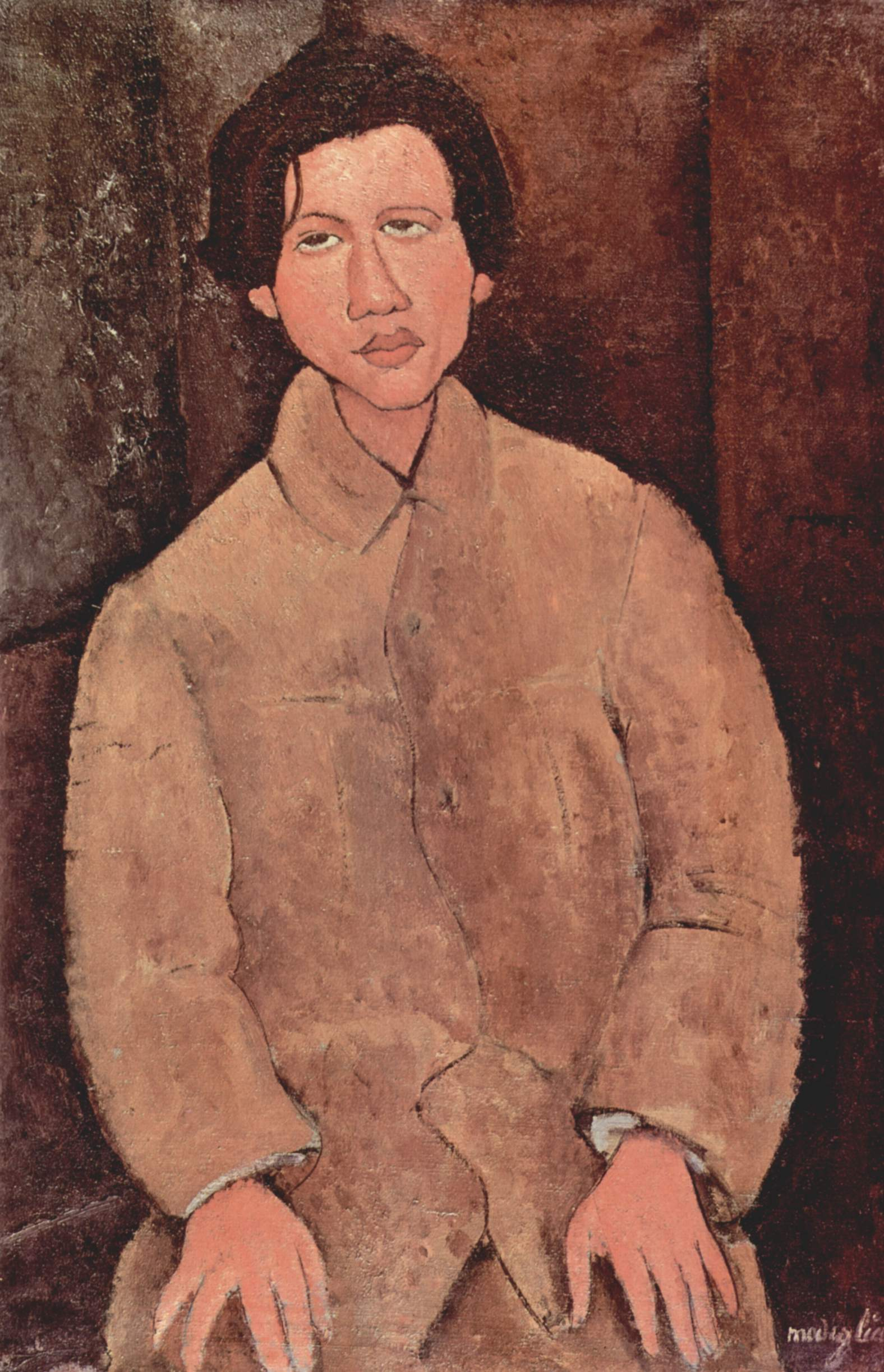
Portret van Soutine door Amedeo Modigliani (1916)

Chaïm Soutine (eigenlijk Chaïm Soutin) (Smilowitchi, Wit-Rusland, 1893 – Parijs, 9 augustus 1943) was een Joods-Franse kunstschilder die vooral bekend is geworden om zijn hevige persoonlijke expressie en zijn invloed op naoorlogse abstracte kunstenaars. Soutine was afkomstig uit Wit-Rusland maar vertrok reeds voor de Eerste Wereldoorlog naar Frankrijk. 

## Levensloop
Soutine werd geboren als tiende van elf kinderen, de zoon van Sarah en Salomon Soutine. Over zijn nationaliteit verschillen de meningen licht. Zijn geboorteplaats was in het shtetl van Smilovitchi, een provinciestadje in de buurt van Minsk. Dit maakt hem een Witrus. In die tijd werden Litouwen en Wit-Rusland door de Joden echter samen gezien als hetzelfde gebied, dus vandaar dat velen hem ook de Litouwse nationaliteit toeschrijven. 
Zijn ouders zagen hem het liefst als ambachtsman, maar al gauw werd duidelijk dat Soutine liever wilde schilderen, wat voor enige problemen zorgde, aangezien het volgens het orthodox jodendom verboden is om mensen af te beelden. Soutine oefende enige tijd in zijn dorp en volgde tekenlessen in Minsk, maar werd na enige tijd door de kleermaker, de zoon van de rabbi in elkaar geslagen, omdat hij de rabbi getekend zou hebben, wat dubbele heiligschennis zou zijn. Als gevolg van zijn verwondingen moest Soutine enige tijd het ziekenhuis in, hetgeen hem een schadevergoeding van 25 roebel van de kleermaker opleverde.
Nadat hij zijn familie hun deel betaald had, was er nog genoeg geld over om samen met zijn vriend Kikoïne, de belangrijkste bron over zijn leven, naar Vilnius te gaan, waar hij drie jaar lang de kunstacademie bezocht. Onder druk van de toenemende pogroms en de reputatie die Parijs had als kunststad van de wereld, besloot hij in 1913 naar Parijs te vertrekken. Hier kwam hij in contact met andere bekende, voornamelijk Joodse kunstenaars in Montparnasse, zoals Marc Chagall, Marcus Lipschits en Amedeo Modigliani. Samen met Kikoïne bezoekt hij het atelier van Fernand Cormon, een plek waar veel jonge, veelbelovende kunstenaars les kregen. Zijn onmogelijke karakter en non-conformistische houding zorgden ervoor dat hij het na een tijdje voor gezien hield. Liever bezocht Soutine het Louvre, waar hij in contact kwam met de grote schilders van het verleden. Jean-Baptiste Siméon Chardin, Gustave Courbet en vooral Rembrandt vormden belangrijke inspiratiebronnen voor hem. Later zou Soutine zelfs naar Amsterdam gaan, waar Het Joodse Bruidje tentoongesteld wordt. Over de manier waarop Soutine een Rembrandt benaderde, werd door Kikoïne gezegd dat Soutine aangeslopen kwam, en vervolgens in een soort angstige bewondering tijdenlang stokstijf bleef staan. Dit is een goed voorbeeld van een gril als gevolg van zijn gevoeligheid, die hem later in zijn leven nog flink parten zou spelen.

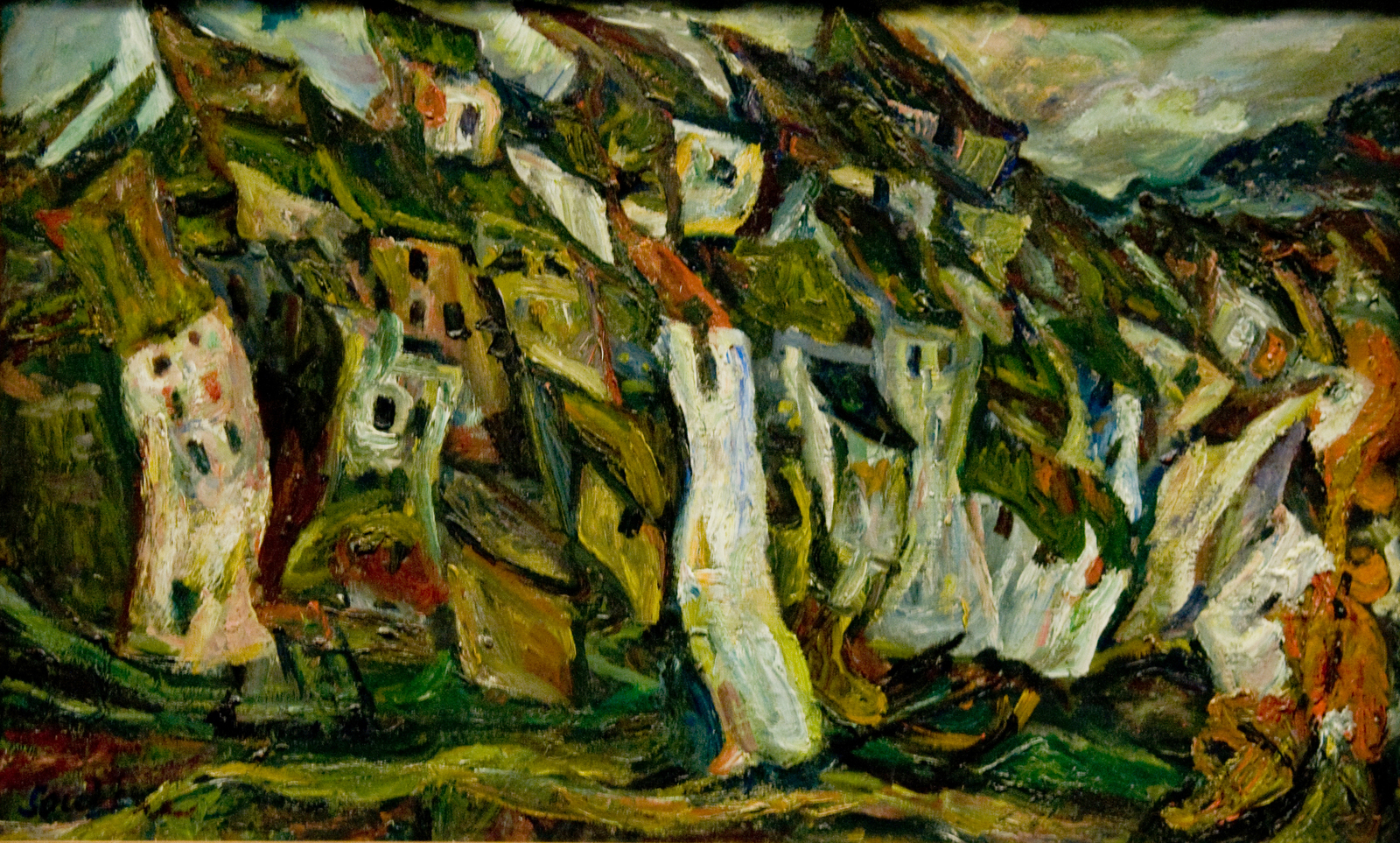
Les Maisons, 1921, Musée de l'Orangerie, Parijs

Bij het uitbreken van de Eerste Wereldoorlog besloot Kikoïne in het Franse leger te dienen. Soutine, die besefte te emotioneel te zijn voor het voeren van een oorlog, ging bij een werkbrigade, maar werd snel weggestuurd vanwege zijn slechte gezondheid. Van rond deze tijd zijn ook de eerste echte "Soutines". Modigliani kreeg succes en verkocht zijn kunst aan Leopold Zborowski, een Joodse kunsthandelaar. Hij zorgde er ook voor dat Zborowski interesse kreeg in Soutines werk, zodat Soutine enige financiële armslag kreeg.
Soutine vluchtte in 1918 voor de Duitse bombardementen op Parijs naar Cagnes-sur-Mer, aan de Côte d'Azur, waar hij stillevens met gladiolen en landschappen ging schilderen. Deze trend zette zich voort toen hij later dat jaar naar Céret ging, een dorp aan de voet van de Oostelijke Pyreneeën. Hier verbleef hij drie jaar lang met enige regelmaat, pendelend tussen Céret, Parijs en Cagnes. 
In 1920 werd Soutine hevig geschokt door de dood van Modigliani. Diep bedroefd keerde hij terug naar Parijs, waar hij biddende mensen schilderde om zijn verdriet te illustreren. Hier valt een kleine parallel te leggen met de blauwe periode van Picasso, die soortgelijke taferelen afbeeldde na de dood van zijn vriend Carlos Casagemas. In de jaren die volgden bleef Soutine altijd enige droevigheid bij zich houden, wat terug te zien is in de dramatiek van zijn werken. Ook begon zijn werk steeds beter te verkopen. Schilderijen die eerst voor 30 franc verkocht werden, brachten nu 470 franc op, wat hem een stuk meer vrijheid bezorgde. 
Hoogtepunt in deze reeks van prijsstijgingen en erkenning was de aankoop van 52 schilderijen bij Zborowski door de Amerikaanse multimiljonair en kunstverzamelaar Albert C. Barnes. Barnes zou Soutines belangrijkste beschermer en voorvechter blijven, en het is dankzij hem dat de kunstenaar niet vergeten is. Bovendien nam hij de schilderijen mee naar Amerika, waar de abstract-expressionisten in de jaren die volgden  geïnspireerd werden door Soutines werk. Door deze ontwikkelingen werd Soutine een bekend en geliefd kunstenaar, zij het in de avant-gardistische kringen van het jonge kunstenaarsmilieu in Parijs. Daarom kan er gezegd worden dat zijn grote doorbraak in 1922 is, hoewel Soutine enige moeite had met de rijkdom. Een bekende anekdote over Soutines onvermogen met geld om te gaan was zijn voorliefde voor dure grijze vilten hoeden. Soutine verzamelde deze dingen koortsachtig, maar weigerde bijna alle luxegoederen en at nooit meer dan strikt noodzakelijk om niet te verhongeren. Hij was niet vergeten hoe zijn jeugd in het shtetl was geweest.
Er brak voor Soutine een tijd aan van betrekkelijke rust. Hij verwekte een dochter bij Deborah Melnik, maar weigerde deze te erkennen. Ook de relatie hield geen stand. Terwijl zijn schilderijen inmiddels al vele duizenden francs opbrachten en de eerste monografieën verschenen, toonde Soutine zijn devote liefde voor Rembrandt door een grote serie schilderijen te maken van een thema dat hij in het Louvre had gezien, namelijk de geslachte os. Een van deze schilderijen bevindt zich in de collectie van het Stedelijk Museum. Over Soutines ossenserie is een anekdote bewaard gebleven: Terwijl hij aan het schilderen was, begon het karkas te ontbinden. Hoewel de stank ondraaglijk was en er veel geklaagd werd, werkte hij koortsachtig verder, tot het moment dat het karkas van de os niet meer de juiste kleuren had. In plaats van het kadaver weg te halen, zorgde Soutine snel voor een paar emmers bloed, die hij over het karkas gooide, waarna hij in dubbel tempo verder werkte. Andere series die in de vijf volgende jaren ontstonden zijn de koorknapen en communicanten, badende vrouwen en dode dieren. 
Als gevolg van de internationale recessie begon Soutine wat meer moeite te krijgen met het aan elkaar knopen van de eindjes, maar naar omstandigheden ging het hem financieel redelijk voor de wind. Helaas kwam met de recessie ook vormen van xenofobie opzetten, waardoor Soutine zich minder thuis ging voelen in Parijs. In 1935 opende zijn eerste eenmanstentoonstelling in de Verenigde Staten, in de Chicago Arts Club. Het jaar daarop volgen twee soortgelijke tentoonstellingen in New York. 
Weer een jaar later, in 1937, ontmoette Soutine Gerda Groth, een uit Duitsland gevluchte Jodin, die met hem ging samenwonen. Samen gingen zij in 1939 naar Civry-sur-Serein, in de buurt van Auxerre, maar kregen als buitenlanders, als gevolg van de oorlog, huisarrest. Vanwege zijn gezondheid mocht hij echter toch naar Parijs. Nog steeds nam zijn faam, vooral in de VS, hand over hand toe. Hijzelf was echter minder gelukkig. Doordat het Vichy-regime de Joden in concentratiekampen stopte, was hij genoodzaakt onder te duiken. Groth werd opgepakt, maar overleefde de oorlog. Soutine echter niet. Zijn gezondheid ging snel achteruit, en toen hij in 1943 in Parijs geopereerd werd, overleed hij alsnog aan de gevolgen van een aantal gescheurde maagzweren. Onder de weinigen die het lef hadden om op zijn begrafenis (die van een Jood in door nazi's bezet gebied), op het kerkhof van Montparnasse te verschijnen, waren Picasso, Max Jacob, Jean Cocteau en Marie-Berthe Garde, een van de ex-vrouwen van Max Ernst en Soutines laatste geliefde.

## Ontwikkeling van Soutines werk

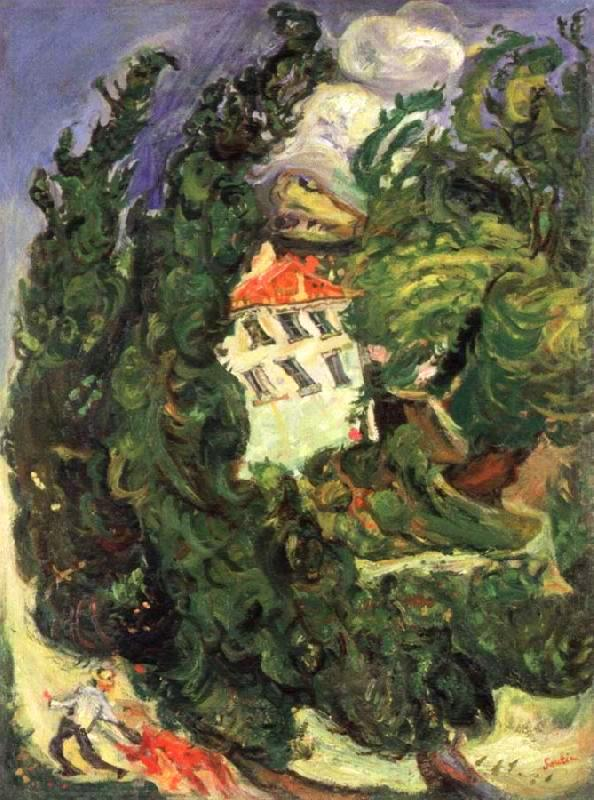
Landschap met een rode ezel, 1922

Doordat Soutine niet in staat was zijn schilderijen te accepteren als ze hem niet aanstonden, heeft hij veel vernietigd of overgeschilderd. Dit, en het feit dat hij geen ondertekeningen maakte zijn de belangrijkste redenen dat vaak stijlperiodes bij Soutine lastig te herkennen zijn. Toch onderscheidt men er meestal drie.
Chaim Soutines stijl kan niet los gezien worden van zijn Joodse achtergrond. In zijn jeugd moest hij zich, zoals gezegd, losmaken van zijn culturele achtergrond. Paradoxaal genoeg slaan zijn thema's echter altijd terug op zijn achtergrond. Joden werden vaak met de nek aangekeken, en de onderwerpkeuze van Soutine laat dit duidelijk merken: droeve eenzame mensen zitten als verstilde wezens opgesloten in een ruimte en kijken de toeschouwer meestal terloops naargeestig aan. Er wordt zelfs beweerd dat hij een keer een vriend heeft gevraagd model te zitten voor een Joodse begrafenis. Deze verwerking van Soutines Joodse achtergrond in zijn kunst maakt hem een van de eerste Joodse naïeve schilders, een term die gebruikt wordt voor Joden die rond die tijd begonnen met schilderen op hun eigen, niet op een schilderkunstige traditie geschoolde manier (Joden mochten immers geen mensen afbeelden, dus dan kan er geen sprake zijn van een schilderkunstige traditie). Daarbij vergeet men echter zijn academische opleiding, die hij in Minsk en Litouwen genoot. Zijn stijl komt dus niet voort uit onvermogen, zoals bij een naïef schilder, maar berust op een keuze.

## Soutines vroege periode
In zijn vroege periode (1913-1919) zijn alle dingen aanwezig die ook zijn late werk kenmerken: dikke, pasteuze verflagen en (licht) verwrongen en altijd figuratieve afbeeldingen in vrij felle kleuren. Hij is echter nog wel op zoek naar een eigen handschrift, waarin hij de gruwelen en grillen die hij uit wil drukken een plaats kan geven. 
Hoewel hij het ontkent, zijn er in deze periode duidelijke invloeden van Vincent van Gogh en Paul Cézanne. De invloed van Van Gogh manifesteert zich het beste in de dikke verflagen en de verhoogde expressie die de alledaagse voorwerpen een ongekende directheid meegeeft. Cézannes invloed is het best terug te zien in de manier waarop Soutine zorgvuldig zijn vlakverdeling overdenkt, en heel bewust, uit naam van de compositie, deformeert. Albert C. Barnes, Soutines belangrijkste verzamelaar, noemde hem daardoor eens de enige ware erfgenaam van Cézanne.
Een goed voorbeeld is het Stilleven met Haringen, uit 1916. De kunstenaar heeft drie haringen geschilderd, die op dramatische wijze 'te lijf gegaan' worden door twee vorken. De hulpeloosheid van de haringen op de afbeelding is erg typerend voor wat Soutine vaker uit probeerde te drukken: een sterk gevoel van hulpeloosheid.

## De Céret-periode
Na deze eerste periode volgde wat men de Céret-periode noemt, verwijzend naar Soutines verblijf in dit Franse plaatsje. Deze naam geldt voor de tijdsspanne van 1919 tot ongeveer 1923, dus van net voor tot net na zijn doorbraak. Over het algemeen wordt deze periode gezien als de meest expressieve periode. Oorzaken hiervoor zijn de oorlog, en de dood van Modigliani in 1920. Deze twee gebeurtenissen zorgden voor een ongelofelijke ontlading. Veel van Soutines bekendste werk stamt uit deze tijd.
In deze periode werd onder andere de serie geslachte ossen geschilderd, wederom een zeer wreed, dramatisch thema. Zoals al eerder vermeld, schilderde Soutine deze werken in navolging van Rembrandt, die hij erg bewonderde. Een ander thema dat Soutine overnam van Rembrandt was dat van de badende vrouw, dat ook uit deze tijd stamt. 
In deze periode is tevens een duidelijke invloed van Picasso zichtbaar, hoewel Soutine zelf dit altijd ten zeerste ontkend heeft. Het is echter het logische gevolg van de invloed van Cézanne, aangezien Picasso immers de "opvolger" van Cezanne genoemd kan worden. Goed is dit te zien in de manier waarop dingen heftiger gedeformeerd worden en vlakverdeling en compositie een belangrijke rol spelen. 
Critici van Soutine noemen deze periode ongecontroleerd en chaotisch, maar gaan daarbij voorbij aan het feit dat de schilder zijn indeling zeer minutieus uitkoos. Bovendien vormt de Céret-periode de aanzet tot meer gelijkmatigheid en ordening. Het is dus een belangrijke fase in zijn oeuvre.
Hoewel Soutine rond 1922 bekend werd, tegelijk met progressieve stromingen, zoals het uit Dada voortgekomen surrealisme en de acceptatie van kubisme bij het grote publiek, is hij gek genoeg niet verder beïnvloed door deze stromingen. Zijn belangrijkste doel blijft het weergeven van de natuur, en het gebruik van de natuur als metafoor voor een geestestoestand of gevoel. Een andere, hierdoor gevoede kritiek, is dat Soutine de vooruitgang van de kunst niet bij kon houden en een te late post-impressionist was. Uit de receptie van de kunstenaar door latere generaties is echter gebleken dat dit alles erg meeviel.

## De post-Céret-periode
De opvolger van de Céret-periode is de post-Céret-periode. Soutine keert terug naar een meer realistische, minder vervormde weergave van de werkelijkheid, waarbij dingen meer in vlakken ingedeeld worden dan in de voorgaande periode. Dit is terug te zien in de portretten van de patisseurs en de communicanten. De schilder wordt wat traditioneler, maar daarvoor in de plaats staat een grotere beheersing van het ambacht, en een toegenomen interesse in de problemen die een schilder tegenkomt. Deze techniek en methodiek zal hij tot zijn dood, zij het in steeds licht gewijzigde vorm, aanhouden. 

## Soutines invloed
Door zijn voortijdige dood is het succes van Soutines kunst te vroeg afgekapt. Hij heeft echter een belangrijke bijdrage geleverd aan de naoorlogse moderne kunst. In Frankrijk nam bijvoorbeeld Jean Dubuffet het enigszins naïeve over, en combineerde dit met invloeden van de tekeningen van krankzinnigen.
De belangrijkste weerklank vindt zijn werk echter bij de Amerikaanse abstract-expressionisten. Sommige van Soutines expressieve werken zijn bijna non-figuratief, niet meer dan een ritme nog. Dit heeft zeer veel indruk gemaakt op de jonge Jackson Pollock, die een manier zocht om de traditionele schilderkunst achter zich te laten. De andere voorman van het abstract-expressionisme, Willem de Kooning, is meer direct beïnvloed door Soutine in de manier waarop hij figuren afbeeldde en de verf dik en pasteus aanbracht, vaak verschillende kleurlagen en doorwerkingen over elkaar heen, daarmee de strijd van het schilderen tonend op het doek en zijn mentale worstelingen beeldend makend. 
Een opvallende stilistische navolger van Soutine is Francis Bacon, die eenzelfde verwringing in zijn figuren gebruikte als Soutine en hiermee in dit opzicht ook verwant is aan Willem de Kooning, hoewel Bacon de Koonings werk minachtte. Ook de neo-expressionisten, zoals Anselm Kiefer en Georg Baselitz zijn bijvoorbeeld in hun verfbehandeling artistieke navolgers van Soutine.
Indien Soutine nog geleefd had, was het (hoewel onwaarschijnlijk), mogelijk geweest dat hij verder had gewerkt in de trant van zijn navolgers, of in ieder geval met kennisneming van hun receptie van zijn werk, wat zijn houding tegenover het schilderen had kunnen veranderen.
- Bibsys: 90899326
- Biblioteca Nacional de España: XX1444732
- Bibliothèque nationale de France: cb13948329f (data)
- Catàleg d'autoritats de noms i títols de Catalunya: 981058529351506706
- CiNii: DA00373926
- Gemeinsame Normdatei: 118615785
- International Standard Name Identifier: 0000 0001 0875 8025
- Library of Congress Control Number: n50021650
- Nationale Bibliotheek van Letland: 000315115
- Musée national d'archéologie, d'histoire et d'art: lkl000954
- Bibliotheek van het Japanse parlement: 00475383
- Nationale Bibliotheek van Tsjechië: ola2002151597
- Nationale bibliotheek van Australië: 35514838
- Nationale Bibliotheek van Israël: 987007268376905171
- Nationale Bibliotheek van Polen: a0000001809028
- Nationale en Universitaire bibliotheek Zagreb: 000013758
- Nederlandse Thesaurus van Auteursnamen: 068883579
- RKD-Nederlands Instituut voor Kunstgeschiedenis: 74050
- Istituto Centrale per il Catalogo Unico: RAVV025745
- LIBRIS: 244387
- SNAC: w6bg37mv
- Système universitaire de documentation: 028718038
- Trove: 980779
- Union List of Artist Names: 500004801
- Virtual International Authority File: 18015110
- WorldCat: E39PBJfCxXC6ykdRpvgjJgw6Kd